# Callopistria srdinkoana
Callopistria srdinkoana là một loài bướm đêm trong họ Noctuidae.